# Thalassodrilides pectinatus
Thalassodrilides pectinatus is een ringworm uit de familie van de Naididae. De wetenschappelijke naam van de soort is voor het eerst geldig gepubliceerd in 1904 door Pierantoni.